# Jo Eisinger
Joseph „Jo“ Eisinger (* 24. Juli 1909 in New York City; † Januar 1991 in London) war ein US-amerikanischer Drehbuchautor.

## Leben
Als Sohn eines Wiener Einwanderers wuchs Eisinger im New Yorker Stadtteil Brooklyn auf und begann im Alter von 14 Jahren als Zeitungsreporter zu arbeiten. Bald darauf gelang ihm der Wechsel zur Bühne, worauf er als Stückeschreiber auch am Broadway moderate Erfolge mit den Stücken A Point of Honor (1937) und What Big Ears! (1942) erzielen konnte.
Ab 1942 war er als freiberuflicher Drehbuchautor für verschiedene Filmstudios, darunter 20th Century Fox, Columbia Pictures, Universal Studios und Warner Brothers, in Hollywood tätig. Sein Roman The Walls Came Tumbling Down wurde 1946 verfilmt. Fünfmal arbeitete er mit Regisseur Terence Young zusammen, der vor allem für seine James-Bond-Filme Bekanntheit erlangte. Zu ihren gemeinsamen Filmproduktionen zählen der starbesetzte Kriminalfilm Mohn ist auch eine Blume (1966) und die Joseph-Conrad-Verfilmung Ich komme vom Ende der Welt (1967) mit Anthony Quinn und Rita Hayworth. Für das Drehbuch einer Folge der US-amerikanischen Fernsehserie Philip Marlowe, Private Eye (1983) gewann Eisinger 1984 den Edgar Allan Poe Award. Daraufhin ging er in den Ruhestand. 
Aus der Ehe mit seiner ersten Frau Wilhelmina, die 1949 in Scheidung endete, gingen zwei Kinder hervor. In zweiter Ehe war Eisinger mit Lorain Beaumont verheiratet. Eisinger starb 1991 in Westminster, London.

## Filmografie (Auswahl)
- 1946: Gilda
- 1950: The Sleeping City
- 1950: Die Ratte von Soho (Night and the City)
- 1953: Zentrale Chikago (The System)
- 1955: Nachts auf den Boulevards (Bedevilled)
- 1956: Das war Mord, Mr. Doyle (Crime of Passion)
- 1957: Jagd durch Havanna (The Big Boodle)
- 1959: Das Haus der sieben Falken (The House of the Seven Hawks)
- 1959: Raubfischer in Hellas
- 1960: Herrin der Welt
- 1960: Oscar Wilde (auch Produktion)
- 1960–1961: Geheimauftrag für John Drake (Danger Man) (TV-Serie, sechs Folgen)
- 1965: Spione unter sich (The Dirty Game)
- 1966: Mohn ist auch eine Blume (The Poppy Is Also a Flower)
- 1967: Ich komme vom Ende der Welt (L’avventuriero)
- 1968: An einem Freitag in Las Vegas (Las Vegas, 500 millones)
- 1970: Kalter Schweiß (De la part des copains)
- 1983: Philip Marlowe, Private Eye (TV-Serie, zwei Folgen)
- 1983: Agenten sterben zweimal (The Jigsaw Man)